# Mesoleius efferus
Mesoleius efferus là một loài tò vò trong họ Ichneumonidae.